# 야부정 (효고현 야부군 2004년)
야부정(養父町)은 효고현 중북부에 존재했던 정이며, 야부군에 속했다.
2004년 4월 1일에 야부군4정이 합병으로 야부시가 되었기 때문에 소멸하였다.

## 역사
- 1956년 9월 30일 - 히로타니정 다키노야촌이 합병해 묘진정(明神町)이 성립하였다.
- 1957년 3월 31일 - 묘진정이 야부정을 편입후 야부정(養父町)으로 개칭되었다.
- 2004년 4월 1일 - 요카정 오야정 세키노미야정과 합병해 야부시가 성립하였다. 동일 야부정은 폐지되었다.

## 교통

### 철도
- 서일본 여객철도 산인 본선

### 도로
- 국도 9호선
- 국도 제312호선 (일본)(일본어판)